# Ole Schmidt (Komponist, 1928)
Ole Schmidt (* 14. Juli 1928 in Kopenhagen, Dänemark; † 6. März 2010) war ein dänischer Dirigent, Komponist und Jazzpianist.

## Leben
Ole Schmidt trat in frühen Jahren als Jazzpianist in Restaurants auf, studierte dann Klavier und Komposition bei Vagn Holmboe, Finn Høffding und Niels Viggo Bentzon am Det Kongelige Danske Musikkonservatorium in Kopenhagen. Später ließ er sich von Rafael Kubelík und Sergiu Celibidache zum Dirigenten ausbilden. Ab 1954 komponierte er mehrere Stücke für Theater und Ballett. Von 1958 bis 1965 war er Dirigent beim Dänischen Ballet am Det Kongelige Teater angestellt. Nach einem Jahr als Dirigent bei den Hamburger Symphonikern war er von 1971 bis 1974 in gleicher Funktion bei Radio Sinfonietta tätig. Von 1978 bis 1984 war er schließlich Dirigent beim Aarhus Symfoniorkester. Internationale Bekanntheit erlangte er 1974, als er mit dem London Symphony Orchestra alle sechs Symphonien von Carl Nielsen dirigierte. Für diese Leistung wurde er ein Jahr später mit dem Carl Nielsen-prisen ausgezeichnet.
Von 1956 bis 1986 war Schmidt ebenfalls als Filmkomponist tätig, so vertonte er den von Carl Theodor Dreyer inszenierten Tonfilmklassiker Die Passion der Jungfrau von Orléans 1982 neu. Seine letzte Arbeit als Filmkomponist war 1986 die Filmbiografie Die Augen des Wolfes. Auf dem dänischen Plattenlabel DaCapo veröffentlichte er mehrere CDs.
Am 6. März 2010 verstarb Schmidt im Alter von 81 Jahren. Ab etwa 1960 war er mit der Tänzerin Lizzie Rode, mit der er zwei gemeinsame Kinder hatte, verheiratet.

## Filmografie (Auswahl)
- 1928: Die Passion der Jungfrau von Orléans (La Passion de Jeanne d’Arc, Neuvertonung von 1982)
- 1959: Jugend, Jazz und Serenaden (Kærlighedens melodi)
- 1986: Die Augen des Wolfes (Oviri)